# Palaeotrionyx
Palaeotrionyx es un género extinto de tortugas de agua dulce que vivió en el Paleoceno, de la familia Trionychidae. Medía unos 45 cm y su principal característica era que no tenía placas duras (córneas) sobre el carapacho óseo como la mayoría de las tortugas, sino que estaba cubierta por piel. Su cuello era largo y móvil y su cara termina en un peculiar y llamativo hocico sobresaliente y puntiagudo.
Para estudiar esta tortuga se suele comparar con otras tortugas de caparazón blando que sobreviven actualmente debido a sus muchas similitudes, de esta forma se cree que era omnívora y comía algas y presas como pequeños moluscos o insectos.